# Pierre-Emmanuel Jabin
Pierre-Emmanuel Jabin (24 de março de 1975) é um matemático francês.
Obteve um doutorado em 2000 na Universidade Pierre e Marie Curie, orientado por Benoit Perthame, com a tese Equations de transport modéisant des particules en interaction dans un fluide et comportements asymptotiques.
Foi palestrante convidado do Congresso Internacional de Matemáticos no Rio de Janeiro (2018: Quantitative estimates for Advective Equation with degenerate anelastic constraint).